# Henry Mac Donald
Henry Leonard (Henry) Mac Donald (Nickerie, 3 augustus 1963) is een Surinaams oud-bodybuilder, diplomaat, rechtsgeleerde en sportbestuurder.

## Biografie
Henry Mac Donald studeerde van 1986 tot 1988 aan de Anton de Kom Universiteit van Suriname (AdeKUS) in Paramaribo. Daarnaast was hij actief als bodybuilder en behaalde in deze sport meerdere prijzen. Van 1989 tot 1998 werkte hij voor de afdeling voor internationale zaken en mensenrechten bij het ministerie van Justitie en Politie. Sinds hij in 1994 aan de AdeKUS zijn titel van meester in de rechten behaalde, heeft hij zijn land daarnaast tijdens tal van internationale conferenties vertegenwoordigd.
Ondertussen volgde hij postdoctorale studies aan de UNITAR in het Vredespaleis in Den Haag (1994), de Universiteit van Amsterdam (1998), de Universiteit Utrecht, de Katholieke Universiteit Leuven en de Internationale Arbeidsorganisatie (ILO). Sinds 1998 werkt hij voor het ministerie van Buitenlandse Zaken, in zijn eerste drie jaar als plaatsvervangend missiehoofd bij de Organisatie van Amerikaanse Staten (OAS).
In de zes jaar daarna, tot 2007, was hij plaatsvervangend ambassadeur op de ambassade in Washington D.C. voor de betrekkingen met zowel de Verenigde Staten (VN) als de OAS. Ondertussen studeerde hij van 2003 tot 2004 aan de American University in Washington D.C. en slaagde daar voor een mastergraad in Recht en Overheid. Hij werd onderscheiden voor zijn inzet op het gebied van gendergelijkheid en vrouwenempowerment, dat de vijfde is van de Duurzameontwikkelingsdoelstellingen van de VN.
Vanaf augustus 2007 was Mac Donald de permanente vertegenwoordiger van Suriname bij de Verenigde Naties. In deze functie diende hij vanaf september 2012 als gekozen voorzitter van het derde comité aangaande sociale, humanitaire en culturele zaken. Rond 2009 verdedigde hij Suriname tegenover de VN-Zeerechtencommissie in het geschil met Guyana aangaande de grenzen van Suriname. Een foto die hij maakte van first lady Ingrid Bouterse-Waldring en de Nederlandse koningin Maxima leidde in 2014 tot verwarring in zowel Surinaamse als Nederlandse regeringskringen. In december 2015 keerde hij kortstondig terug naar Paramaribo, om vanuit de functie van directeur de reorganisatie op het ministerie van Buitenlandse Zaken te leiden. Tien maanden later keerde hij terug naar zijn vorige post bij de VN, waar hij op 23 oktober 2016 zijn geloofsbrieven overhandigde aan secretaris-generaal Ban Ki-moon. In 2019 keerde hij terug naar Paramaribo.
Mac Donald is daarnaast senior lector aan de AdeKUS en gasthoogleraar aan universiteiten in de Verenigde Staten, Caraïben en Europa. Daarnaast is hij bestuurslid van het Surinaams Olympisch Comité en lid van het College van Beroep van de Surinaamse Voetbal Bond. Anno 2021 werkt hij aan zijn dissertatie bij de Universiteit Utrecht.
Tijdens de verkiezingen van 2025 stond hij op nummer 44 van de lijst van de NPS.